# Sergio Gadea
Sergio Gadea, född den 30 december 1984 i Puzol i Valencia i Spanien, är en spansk roadracingförare. 

## Karriär
Gadea har tävlat i roadracingens 125GP-klass sen 2004 med några inhopp redan 2003. Han slutade sexa i VM 2007. Säsongen 2008 började bra med seger i första racet, men därefter blev det mest brutna lopp och dåliga placeringar de följande tävlingarna. Han körde Aprilia för Jorge Martínezs team MVA Aspar. Gadea fortsatte i samma team 2009, vann TT Assen och blev femma i VM. Roadracing-VM 2010 kör han i den nya Moto2-klassen, i Pons-tamet på en Pons Kale.

## Statistik

### Segrar 125GP
| Nr | Grand Prix | År   |
| -- | ---------- | ---- |
| 1  | Frankrike  | 2007 |
| 2  | Qatar      | 2008 |
| 3  | Holland    | 2009 |

### Andraplatser 125GP
| Nr | Grand Prix | År   |
| -- | ---------- | ---- |
| 1  | Frankrike  | 2005 |
| 2  | Holland    | 2006 |
| 3  | Italien    | 2007 |
| 4  | Spanien    | 2009 |
| 5  | Tyskland   | 2009 |

### Tredjeplatser 125GP
| Nr | Grand Prix | År   |
| -- | ---------- | ---- |
| 1  | Qatar      | 2006 |
| 2  | Turkiet    | 2006 |
| 3  | Katalonien | 2006 |
| 4  | Valencia   | 2006 |
| 5  | Valencia   | 2007 |
| 6  | Frankrike  | 2009 |
| 7  | Katalonien | 2009 |